# Anthophora flexipes
Anthophora flexipes är en biart som beskrevs av Cresson 1879. Anthophora flexipes ingår i släktet pälsbin, och familjen långtungebin. Inga underarter finns listade i Catalogue of Life.